# Giải bóng đá ngoại hạng Iraq 1986-87
Giải bóng đá ngoại hạng Iraq 1986–87 là mùa giải thứ 13 của giải đấu kể từ khi thành lập năm 1974. Al-Rasheed giành chức vô địch đầu tiên, và đoạt Cúp bóng đá Iraq 1986–87 để hoàn tất cú đúp. Giải đấu được diễn ra theo thể thức vòng tròn bốn lượt với lần duy nhất trong lịch sử.

## Bảng xếp hạng
| Vị thứ | Đội bóng   | St | T  | H  | B  | BT | BB | HS  | Đ  | Giành quyền hoặc xuống hạng                                      |
| 1      | Al-Rasheed | 44 | 24 | 14 | 6  | 65 | 29 | +36 | 62 | Giải vô địch bóng đá các câu lạc bộ châu Á 1987 qualifying round |
| 1      | Al-Rasheed | 44 | 24 | 14 | 6  | 65 | 29 | +36 | 62 | Giải vô địch bóng đá các câu lạc bộ Ả Rập 1987 group stage 1     |
| 2      | Al-Jaish   | 44 | 19 | 21 | 4  | 57 | 24 | +33 | 59 | Vòng sơ loại Giải vô địch bóng đá các câu lạc bộ Ả Rập 1987 1    |
| 3      | Al-Shabab  | 44 | 18 | 16 | 10 | 50 | 34 | +26 | 52 |                                                                  |
| 4      | Al-Tayaran | 44 | 16 | 19 | 9  | 47 | 41 | +6  | 51 |                                                                  |
| 5      | Al-Shorta  | 44 | 15 | 19 | 10 | 40 | 32 | +8  | 49 |                                                                  |
| 6      | Al-Talaba  | 44 | 15 | 15 | 14 | 34 | 34 | 0   | 45 |                                                                  |
| 7      | Al-Zawraa  | 44 | 12 | 20 | 12 | 38 | 35 | +3  | 44 |                                                                  |
| 8      | Al-Bahri   | 44 | 10 | 17 | 17 | 37 | 48 | –11 | 37 |                                                                  |
| 9      | Salahaddin | 44 | 12 | 13 | 19 | 29 | 45 | –16 | 37 |                                                                  |
| 10     | Al-Sinaa   | 44 | 8  | 19 | 17 | 33 | 47 | –14 | 35 |                                                                  |
| 11     | Al-Naft    | 44 | 9  | 14 | 21 | 26 | 47 | –21 | 32 |                                                                  |
| 12     | Al-Mosul   | 44 | 4  | 17 | 23 | 23 | 63 | –40 | 25 |                                                                  |

1 Là đương kim vô địch, Al-Rasheed tự động giành quyền tham gia Giải vô địch bóng đá các câu lạc bộ Ả Rập, điều đó có nghĩa là Iraq có thêm một suất khác trong giải đấu, dành cho á quân giải vô địch và cúp Al-Jaish.

## Vua phá lưới
| Vị thứ | Cầu thủ             | Bàn thắng | Đội bóng   |
| ------ | ------------------- | --------- | ---------- |
| 1      | Rahim Hameed        | 14        | Al-Jaish   |
| 2      | Ali Hussein Mahmoud | 12        | Al-Jaish   |
| 3      | Karim Hadi          | 10        | Al-Shabab  |
| 3      | Hassan Saddawi      | 10        | Al-Tayaran |
| 3      | Jassim Ibrahim      | 10        | Al-Tayaran |